# ゆりしー・梓馬のラブゲッCHUミラクルラジオ
『ゆりしー・梓馬のラブゲッCHUミラクルラジオ』（ゆりしー あずま の ラブゲッチュ ミラクルラジオ）は、ラジオ大阪V-STATIONのアニラジ番組。
パーソナリティは落合祐里香（ゆりしー）と坂本梓馬。略称はミラクルラジオ。
2006年（平成18年）10月2日 - 2007年（平成19年）4月2日。ただし、2007年（平成19年）3月26日の放送が最終回とされた。4月2日はラジオ大阪のみの放送。
アニメ『ラブゲッCHU 〜ミラクル声優白書〜』関連番組で、パーソナリティ2人もこの作品に主要な役で声を担当している。

## 放送日時
- ラジオ大阪：月曜 24:00 - 24:30（火曜 0:00 - 0:30）
- 文化放送：月曜 25:00 - 25:30（火曜 1:00 - 1:30）
- 東海ラジオ：土曜 21:30 - 22:00
  - 最終回のみ中日ドラゴンズの開幕戦ナイター中継に伴い翌日の4月1日日曜日の同時刻に放送された。

## 内容
- プロジェクト色は薄く、『ラブゲッCHU 〜ミラクル声優白書〜』の話はあまりしない。
- ゆりしーの持ちネタである、うまい棒、宇宙人の話題がよく出る。

## コーナー
- うのよりコーナー
  - ふつ「うの」おた「より」
- 声優ってなんじゃーい
  - リスナーの声優に関する疑問・質問に2人が答える
- 迷える子羊さん
  - リスナーの悩みを解決
- 夜の懺悔室
  - 謝りたくても謝れなかったエピソードを募集

公式サイトの「コーナー紹介」では、次のようなコーナーが紹介されていて、実際の番組進行とやや異なる。
「〜許してお兄様〜夜の懺悔室」は、『ラブゲッCHU 〜ミラクル声優白書〜』内の架空のラジオ番組でのコーナー名である。
- 声優のギモン
- 〜許してお兄様〜夜の懺悔室
- UFOコーナー

## ゲスト
- 2006年（平成18年）12月11日 新谷良子

## CD
ラジオCD「ゆりしー・梓馬のラブゲッCHUミラクルラジオ〜ミラクルディスク1〜」
2006年（平成18年）12月、イベント（Vステ冬の陣06）限定発売。

## イベント
- 2007年（平成19年）3月21日、大阪日本橋のin→dependent theatre 2ndでのラジオ大阪公開録音イベントに第3部として登場。なお、第1部は『ファンタスター学園』、第2部は『アイドル大阪環状線』。第1部は無料イベント、第2部と第3部は有料イベントとなっている。ミラクルラジオの公録収録分は4月2日放送予定。（ただし、この放送はラジオ大阪のみで、文化放送と東海ラジオは野球編成突入に伴い次番組に移行されていた。）

## パーソナリティが決定稿で変更されたいきさつ
- 当初このラジオ番組はアニメの主役を演じた苺原桃子役の高本めぐみのソロパーソナリティにゲストを迎えての放送を予定していたが、その直前（たぶん8月の終わりか9月の頃）に高本めぐみが「ネギま!?」の2代目超鈴音（チャオリンシェン）役に選ばれたため、そのアフレコ収録時間とこのラジオ番組の収録時間（番組の打ち合わせ時間を含めて）と重なってしまったためパーソナリティの変更となった。